# Luis Castro (altista)
Luis Joel Castro Rivera (Carolina, 29 gennaio 1991) è un altista portoricano.

## Palmarès
| Anno | Manifestazione             | Sede           | Evento        | Risultato | Prestazione | Note |
| ---- | -------------------------- | -------------- | ------------- | --------- | ----------- | ---- |
| 2011 | Campionati CAC             | Mayagüez       | Salto in alto | 9º        | 2,10 m      |      |
| 2012 | Campionati ibero-americani | Barquisimeto   | Salto in alto | 4º        | 2,22 m      |      |
| 2012 | Campionati NACAC under 23  | Irapuato       | Salto in alto | Argento   | 2,21 m      |      |
| 2013 | Universiadi                | Kazan'         | Salto in alto | 11º       | 2,15 m      |      |
| 2014 | Campionati ibero-americani | San Paolo      | Salto in alto | Argento   | 2,26 m      |      |
| 2014 | Giochi CAC                 | Veracruz       | Salto in alto | 10º       | 2,05 m      |      |
| 2016 | Giochi olimpici            | Rio de Janeiro | Salto in alto | 13º       | 2,25 m      |      |
| 2018 | Giochi CAC                 | Barranquilla   | Salto in alto | 4º        | 2,28 m      |      |
| 2018 | Campionati NACAC           | Toronto        | Salto in alto | 9º        | 2,16 m      |      |
| 2019 | Giochi panamericani        | Lima           | Salto in alto | 8º        | 2,18 m      |      |
| 2019 | Mondiali                   | Doha           | Salto in alto | 12º       | 2,19 m      |      |
| 2022 | Campionati NACAC           | Freeport       | Salto in alto | 8º        | 2,16 m      |      |
| 2023 | Giochi CAC                 | San Salvador   | Salto in alto | Oro       | 2,25 m      |      |
| 2023 | Mondiali                   | Budapest       | Salto in alto | 25° (q)   | 2,22 m      |      |
| 2023 | Giochi panamericani        | Santiago       | Salto in alto | Argento   | 2,24 m      |      |
| 2024 | Giochi olimpici            | Parigi         | Salto in alto | 15º (q)   | 2,20 m      |      |
| 2025 | Mondiali indoor            | Nanchino       | Salto in alto | 9º        | 2,14 m      |      |